# Rodzina Marii

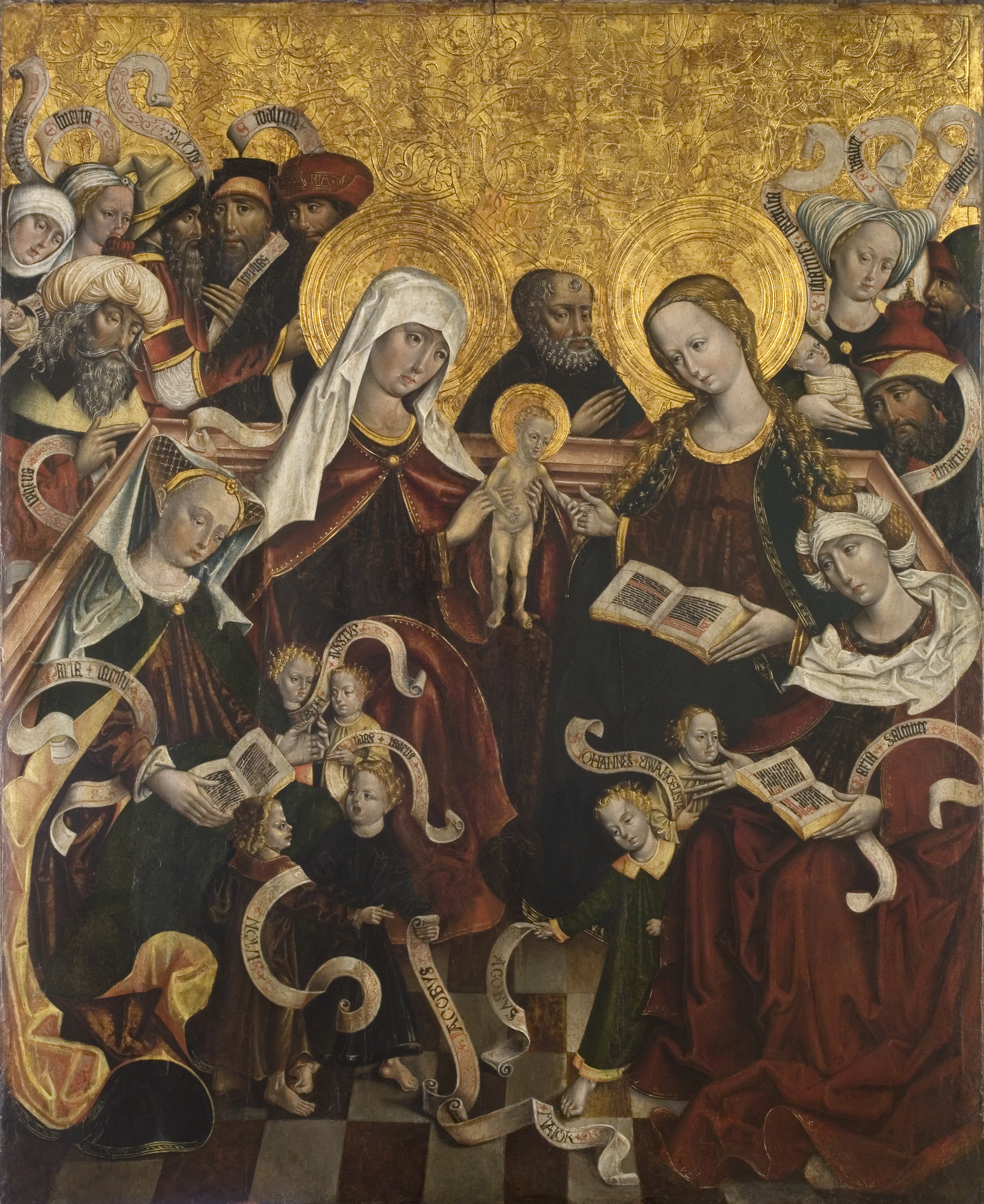
Mistrz Rodziny Marii - fragment ołtarza z Ołpin (obecnie w MNK).

Rodzina Marii – w sztukach plastycznych typ ikonograficzny ukazujący Maryję z Dzieciątkiem, Annę, matkę Marii, jej siostry – Marię Salome i Marię Kleofasową z ich rodzinami, oraz dalszych krewnych. Wątek ten był popularny w późnym gotyku i renesansie.
Święta Anna, matka Maryi, a więc babcia Jezusa, nie została ani razu wspomniana w Piśmie Świętym. Niemniej o niej można dowiedzieć się z apokryfów, które Kościół katolicki odrzucił – Protoewangelii Jakuba, z Ewangelii Pseudo-Mateusza oraz z Ewangelii o Narodzeniu Najświętszej Maryi Panny. Natomiast o związkach małżeńskich Świętej Anny dowiadujemy się z legendy, znanej z dwóch XIII-wiecznych źródeł, takich jak Złota legenda Jakuba de Voragine i Speculum Historiae Wincentego z Beauvais, a także z XIV-wiecznego pisma Ludolfa von Sachsen nazywanego Vita Christi.

## Mężowie i dzieci św. Anny
Pierwszym mężem Anny był Joachim. Stali się rodzicami Maryi. Gdy po raz pierwszy owdowiała, poślubiła Kleofasa i urodziła mu córkę, której nadali także imię Maria - znana jest jako Maria Kleofasowa. Po śmierci drugiego męża Anna poślubiła mężczyznę o imieniu Salome i urodziła kolejną córkę, którą nazwano także Maria. Stąd znamy ją jako Marię Salome. O dwóch młodszych córkach Anny wiemy z trzech Ewangelii w kontekście Pasji, nie pisze o tym jedynie Święty Łukasz.
- Ewangelia Świętego Mateusza: Wśród nich [niewiast] była Maria Magdalena i Maria, matka Jakuba i Józefa, i matka synów Zebedeuszowych (Mt 27,56);
- Ewangelia Świętego Marka: Były też niewiasty, które przypatrywały się z daleka, między nimi Maria Magdalena i Maria, matka Jakuba Mniejszego i Jozesa i Salome (Mk 15,40);
- Ewangelia Świętego Jana: A stały pod krzyżem Jezusa matka jego i siostra matki jego Maria, żona Kleofasa i Maria Magdalena (J 19,25).

Maria Kleofasowa, Maria Salome oraz Maria Magdalena były tymi trzema Mariami, które często ukazywane są w sztuce jako Trzy Marie u grobu Chrystusa.

## Dzieci córek Anny
Maria Kleofasowa poślubiła Jakuba zwanego Alfeuszem i urodziła czterech synów: Jakuba Młodszego, Józefa Sprawiedliwego, Szymona i Judę Tadeusza. Młodsza córka Anny, Maria Salome, wyszła za Zebedeusza − ich dziećmi byli Jakub Większy Apostoł oraz Jan Ewangelista. Oprócz Józefa Sprawiedliwego synowie obu Marii stali się później uczniami Chrystusa, a ich pochodzenie zostało zapisane w Nowym Testamencie.

## Rodzina Marii w sztuce
Rodzina Marii była tematem wielu obrazów i rzeźb w XV i XVI wieku. Późne pojawienie się tego tematu w stosunku do XIII-wiecznej legendy tłumaczy się rozpowszechnieniem tego wątku w wyniku widzenia bł. Colette Boilet – przeoryszy klasztoru Klarysek w Gandawie. Miało to miejsce w 1408 r. W tymże widzeniu Collette ukazała się Święta Anna wraz z córkami  i opowiedziała zakonnicy swoje dzieje. Wątek Rodziny Marii malowali artyści niderlandzcy (m.in. Quentin Massys, Geertgen tot Sint Jans, Martin de Vos), niemieccy (m.in. malarz Mistrz Ołtarza z Ortenberga, rzeźbiarz Tilman Riemenschneider, malarz Lucas Cranach Starszy, nieznany z imienia twórca jednego z witraży o tym wątku znajdującego się w katedrze we Fryburgu Bryzgowijskim, graficy, m.in. Albrecht Dürer czy Michael Wolgemut, autor Liber Chronicarum itd.) i polscy (anonimowy artysta znany jako Mistrz Rodziny Marii). Obradujący w latach 1545–1563 Sobór trydencki krytycznie zareagował na ten wątek ikonograficzny jako nie wywodzący się bezpośrednio z Biblii i zakazał go, stąd nie znamy późniejszych tego typów przykładów.

## Galeria

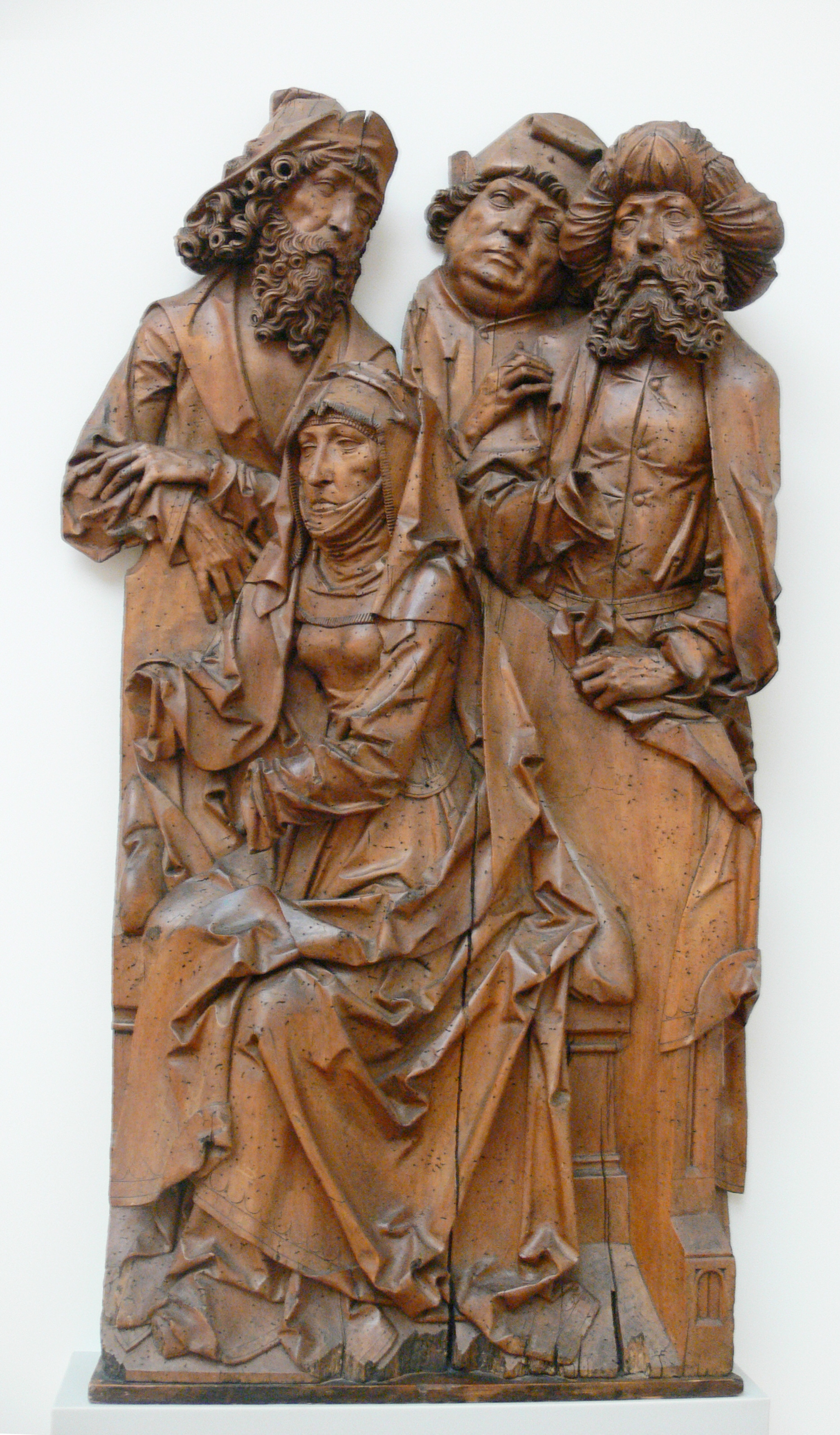
Tilman Riemenschneider "Święta Anna z Joachimem, Kleofasem i Salome" ok. 1500/10 – Berlin, Bode Museum.
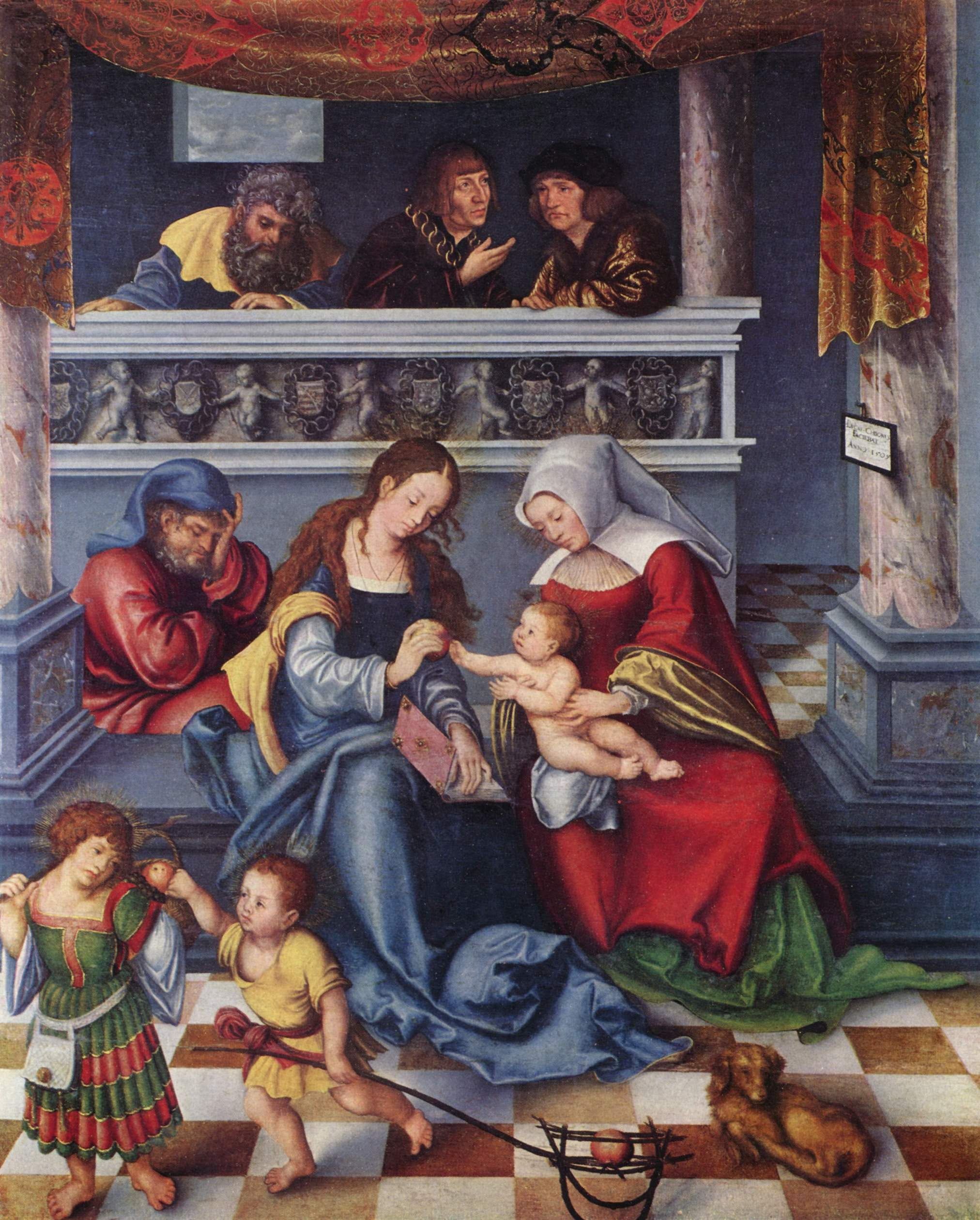
Lucas Cranach Starszy "Rodzina Marii", 1509, Frankfurt, Städelsches Kunstinstitut.
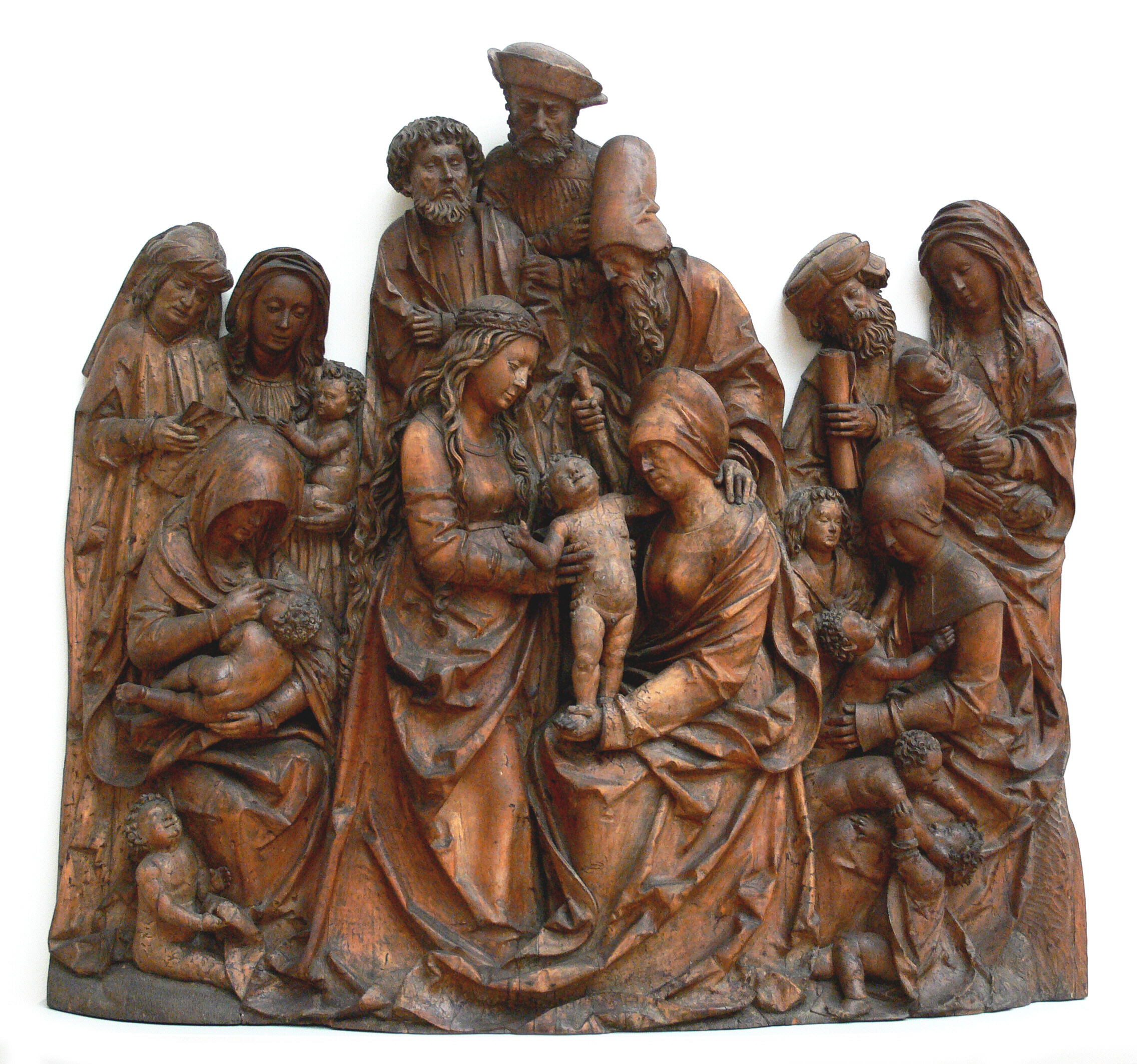
Rodzina Marii, rzeźba Hansa Thomanna, 1515, Berlin Bode Museum.
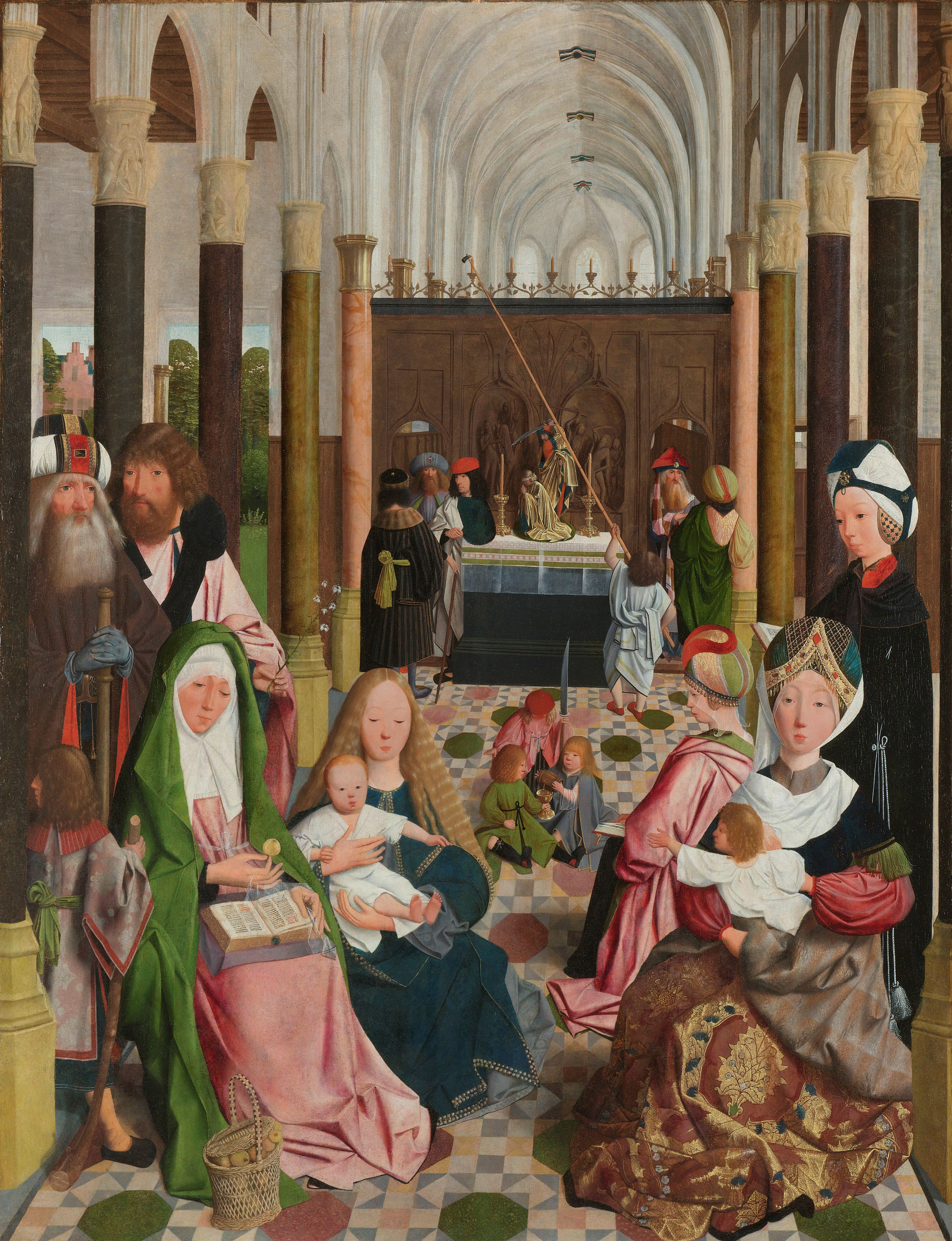
Geertgen tot Sint Jans "Rodzina Marii, ok. 1490, Amsterdam, Rijksmuseum.
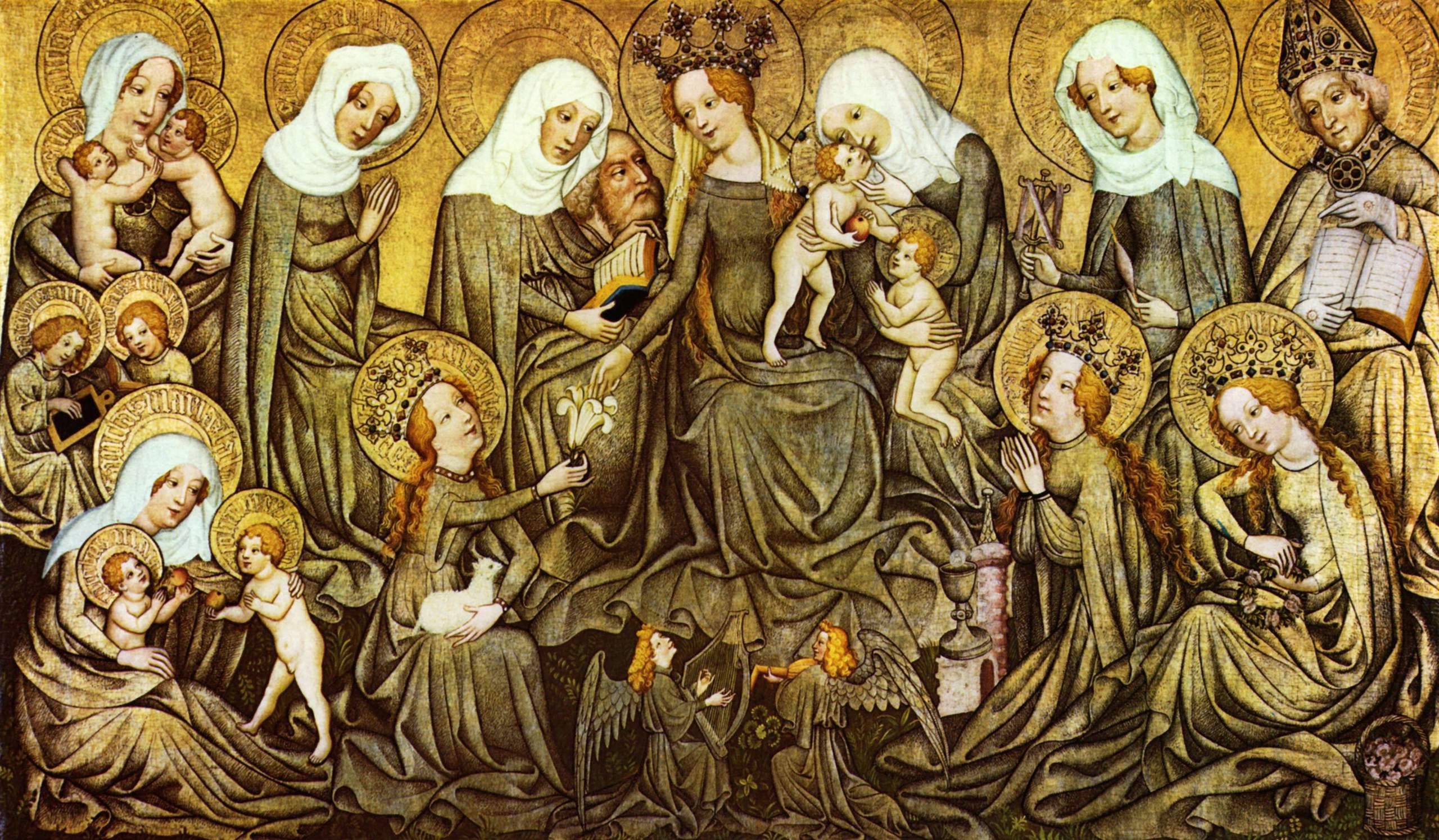
"Święta Rodzina i "Sacra Conversazione" - Środkowa część Ołtarza z Ortenberga – widok na środkowe skrzydło, ok. 1430.
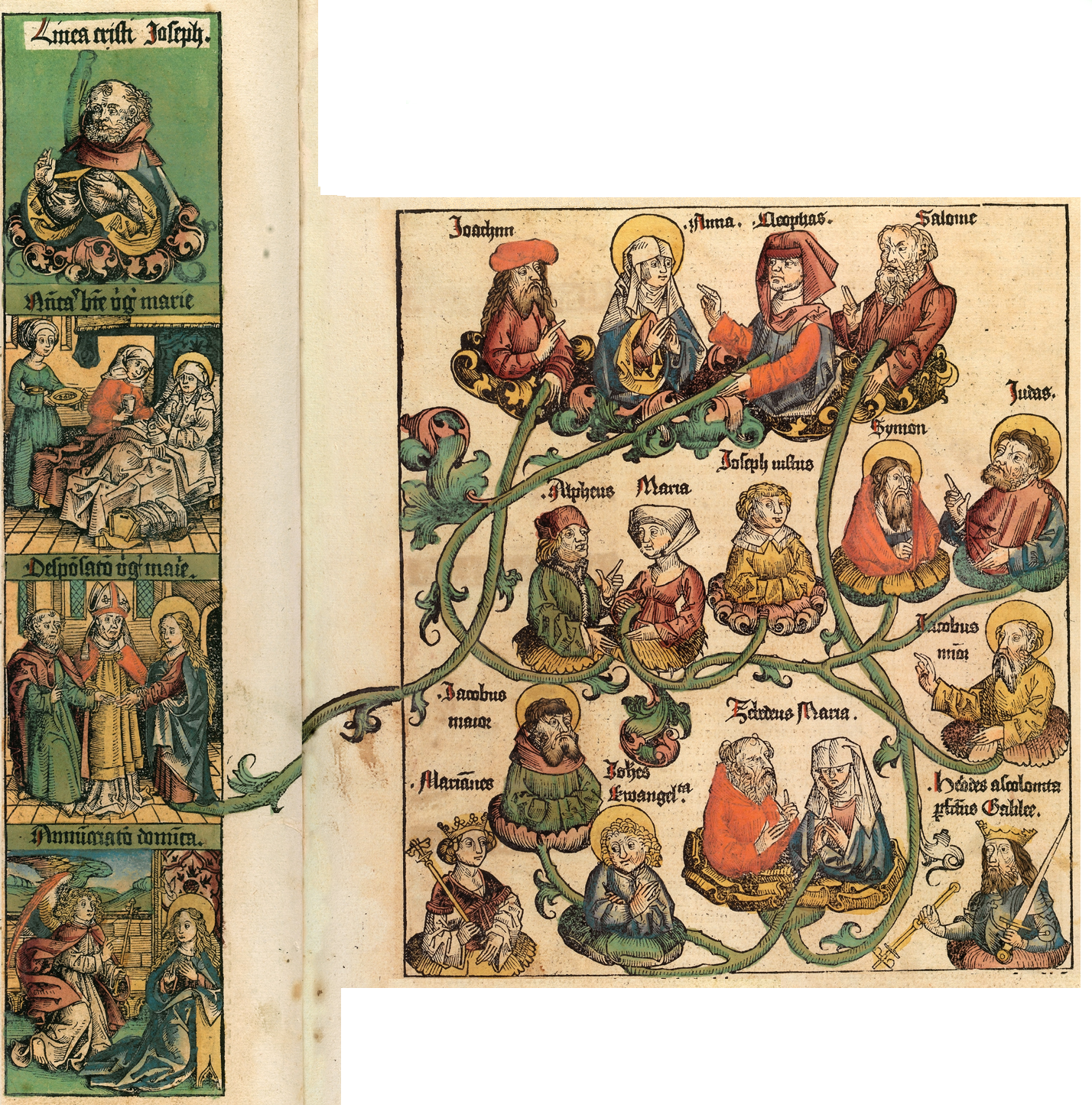
Fragment Liber Chronicarum.
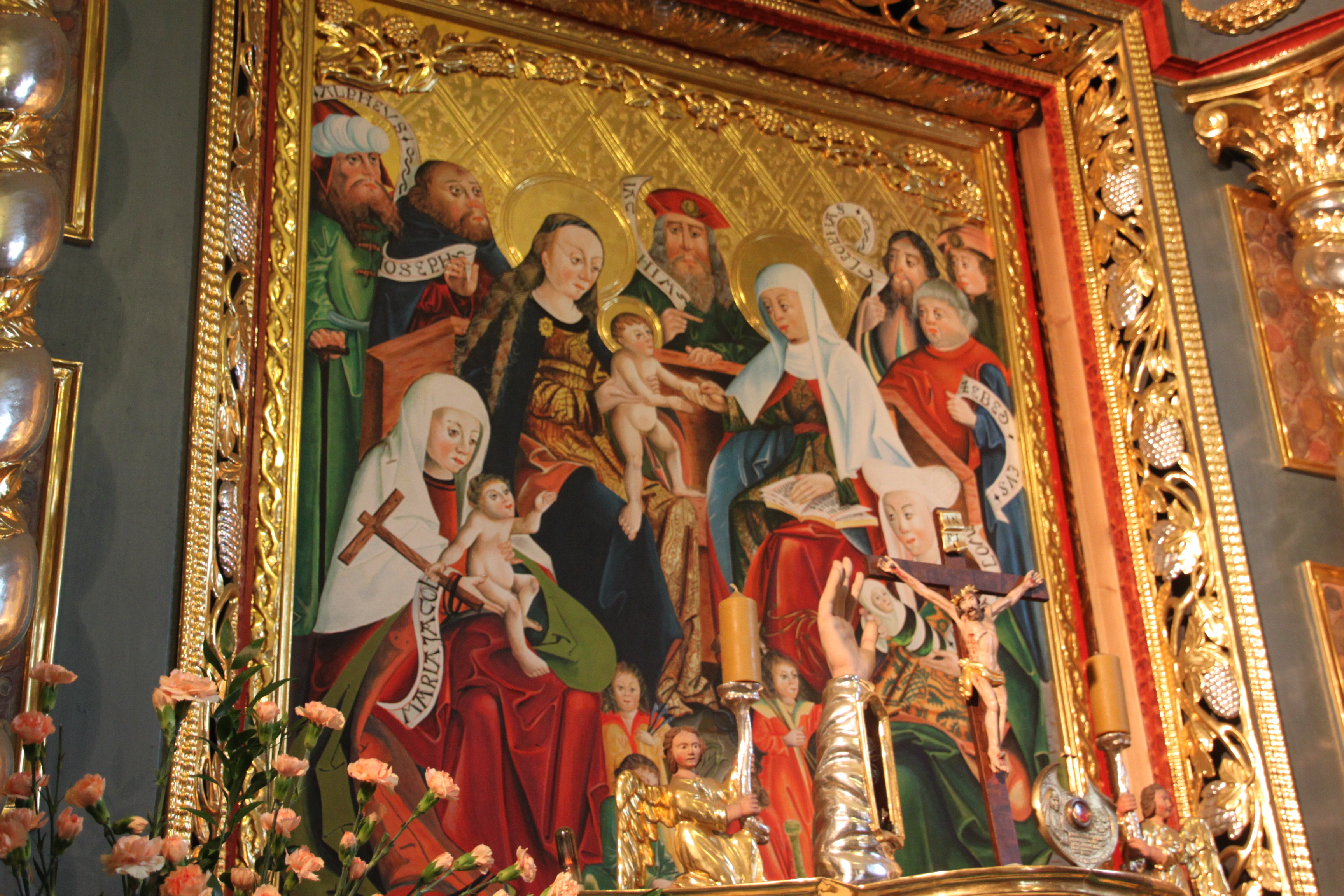
Rodzina Marii, malowidło tablicowe, kościół św. Anny w Nowym Targu,  przypuszczalnie ok. 1510.